# Marisol Vera Guerra
Marisol Vera Guerra (Ciudad Madero, 27 de septiembre de 1978) es una escritora mexicana. Su obra toma diversos géneros literarios transitando entre la poesía, el ensayo, la dramaturgia, el cuento, el dibujo, el videopoema y performance.

## Biografía
Nació en Tamaulipas y creció en Tantoyuca, Veracruz, localidad que se caracteriza por conservar sus tradiciones prehispánicas, lo que ha influido en sus obras, ya que una de sus vertientes es el homenaje a la tierra y a sus ancestros. Desde niña manifestó interés por la literatura pero bajo la presión de su familia de tener un oficio formal decidió complementar con una carrera profesional. Estudió la licenciatura en psicología en el Instituto de Ciencias y Estudios Superiores de Tamaulipas. Obtuvo el grado de maestría en ciencias de la educación por la Universidad de las Naciones en Veracruz.

### Trayectoria Profesional
Sus primeras obras fueron publicadas por la editorial tampiqueña Voces de Barlovento. En 2008 fue responsable de la revista Anábasis, la cual formó parte de un proyecto respaldado por el Consejo Ciudadano de Tampico. Ha colaborado en la edición de diferentes revistas literarias, como Armas y Letras, Letras entre ríos, Punto de Partida, Círculo de poesía, Trasdemar de literaturas insulares, Mar con soroche y Luna nueva. También ha formado parte del consejo editorial en revistas independientes de arte y cultura como La linterna mágica.
En 2010 fue becaria del Instituto Tamaulipeco para la Cultura y las Artes, con la investigación literaria Imágenes de la fertilidad: canciones al hijo del viento, el cual ha sido publicado por la misma institución. Ha impartido talleres de escritura creativa y de fomento a la lectura, de manera independiente en la Universidad Nacional Autónoma de México, la Universidad del Valle, la Universidad Metropolitana de Monterrey con el respaldo del Consejo para la Cultura y las Artes de Nuevo León, y en el extranjero en San Antonio y Palmira. De 2009 a 2016 escribió la columna «Páginas de tierra» para el periódico La Razón, de Tampico.
Documentó el proyecto poético visual Visibilizar, que consiste en una serie de autorretratos que explora la relación entre el cuerpo, la identidad personal y la maternidad. Es activista a través del arte por la equidad de género y la prevención de la violencia.
Ha participado en distintos foros culturales nacionales e internacionales dedicados a la poesía y la literatura, como el XV Festival Internacional de Poesía del Caribe Poema Río en Barranquilla, Colombia (2022), la 30 FIL La Habana, Cuba (2022), el Encuentro de Escritores Letras en la Frontera en San Antonio y Laredo, Texas en el 2019 y el 2022, el V Festival de Literatura Erótica de la Universidad del Valle en Colombia (2020), las Jornadas de Derechos Humanos "Las personas indígenas en la suprema corte" de la Casa Jurídica de Ciudad Victoria, Tamaulipas en 2019, la conferencia "Teenek Bíchou: Fronteras e identidad" de la UNAM San Antonio, en el marco del año internacional de las lenguas indígenas (2019) y el Festival Internacional de Poesía FEIPOL en McAllen, USA (2018).
Recibió el estímulo Financiarte del Consejo para la Cultura y las Artes de Nuevo León (CONARTE) en el 2018 en la categoría de “Apoyo a la difusión y formación artística” y el Premio Internacional de Poesía La Carta de Altino, Italia, en el año 2020.

## Obra
- El cuerpo, el yo y la maternidad, poesía para desactivar patrones establecidos (2022)[18]
- Otras mujeres como lobas (2021)[19]
- #SilaMuerteSeEnamoraDeMí (2019)
- Imágenes de la fertilidad: Canciones al hijo del viento (2016)
- Canciones de espinas (2014)
- Gasterópodo (2014)
- Nunca tuve la vocación de Ana Karenina (2012)
- Tiempo sin orillas (2009)
- Crónica del silencio (2009)

### Antologías (poesía/ensayo)
- Nelle stanze di Alice, Supernova, Italia (2021)
- Diez pasos hacia un texto, Escritoras Mx / FENALEM, CDMX (2021)
- Antologia Personale, Venecia, Progetto 7LUNE (2019)
- El ojo de la palabra, poesía visual regiomontana, Universidad Autónoma de Nuevo León / Ediciones del Lirio; compilador: Fernando Galaviz (2018)
- Anthology FEIPOL. McAllen Latin American Foundation fot the Arts (2018)[20]
- Parkour Pop.ético o cómo saltar las bardas hacia el poema, SEP / DGESPE; compiladores: Armando Salgado y José Agustín Solórzano (2017)
- Ensayo panorámico de la literatura en Tamaulipas, Gobierno del estado de Tamaulipas, ITCA, CONACULTA (2015)[21]
- La luna e i serpenti. Prima antologia di Landai Ispanoamericani, Progetto 7LUNE (2014)
- Verso Norte Bitácora de voces 2011, UANL / Posdata Editoras (2012)
- Aquella voz que germina, retrosubjetiva de poesía tamaulipeca, Gobierno del estado de Tamaulipas, Col. Centenarios (2010)
- Memorias: Primer encuentro regional de mujeres poetas del noreste y Quinto encuentro de mujeres poetas en Huejuquilla, Tintanueva (2010)
- Perros de agua, nuevas voces desde el sur de Tamaulipas (2007)
- Seis alaridos (2005)

### Teatro
- Lilith o El juicio de la serpiente
- Fotografía sin luz
- La caricia de los tulipanes
- Restauración del paraíso

### Poesía visual
- El yo desmembrado, Zona no verbal (2014)

### Videopoemas
- Estocolmo
- Causas naturales
- Rasgaduras
- Estasis
- Desmembramiento de los minutos

## Recepción
Sobre Gasterópodo, la poeta italiana Silvia Favaretto refiere que la obra refleja "la nueva feminidad del siglo XXI: una mujer que sabe exactamente cuál es su lugar (o sea cualquier lugar), cuál es su rol (un rol que típicamente suyo porque ella lo ha elegido escoge y no porque otros se lo hayan impuesto). En tanto la escritora mexicana Diana Galindo comentó sobre el mismo poemario "es un ejemplo de lo que es crear pues es un cúmulo de experiencias vitales narradas con ingenio y sensibilidad [...] Marisol nos muestra en sus poemas a una mujer de bronce que se escinde entre la fragilidad y la fortaleza, que tierna e inteligente capta momentos esenciales.".
La poeta española María Besteiros comentó sobre el poemario Canciones de espinas que con la obra la autora "nos abre una rendija en la ventana de su cuarto y desde allí nos mira y nos apunta con el dedo". Lourdes Franco, del Instituto de Investigaciones Filológicas de la UNAM comenta sobre el libro Tiempo sin orillas que la de Vera Guerra es una "poesía de orígenes oscuros y calientes; identidad sangrante fincada en el amor. Voz que busca, frenética, en el mundo cordial de las sensaciones: recuerdos que se palpan, que se intuyen, que se inventen a partir del olor animal de la casta, la semilla, el hálito primigenio con nombre de mujer -Eusebia- y huesos de fantasma y lágrimas perdidas en la sombra".